# 友原村
友原村（ともはらむら）は、広島県佐伯郡にあった村。現在の廿日市市の一部にあたる。

## 地理
- 河川：玖島川[1]
- 山岳：鷹巣山[2]

## 歴史
- 1889年（明治22年）4月1日、町村制の施行により、佐伯郡友田村、河津原村、永原村が合併して村制施行し、友原村が発足[1][3]。
- 1929年（昭和4年）4月1日、佐伯郡三和村と合併し、友和村を新設して廃止された[1][3]。

### 地名の由来
合併旧村名の一文字を組み合わせたもの。

## 産業
- 農業、養蚕、薪、製炭、和紙[1]。